# Bjergene (Odsherred)
 For alternative betydninger, se Bjergene. (Se også artikler, som begynder med Bjergene)
 Bjergene er navnet på et markant, fredet bakkelandskab ud til Nexelø Bugt (del af Sejerø Bugt), nord for Dragsholm Slot i Odsherred Kommune på nordvestsjælland.
Bjergene indgår i GeoPark Odsherred og det internationale geologiske interesseområde Odsherredbuerne. Det er også en del af Natura 2000-område nr. 154 Sejerø Bugt, Saltbæk Vig, Bjergene, Diesebjerg og Bollinge Bakke. 308 hektar blev fredet i 2007.

## Landskabet
Det er et landskab med overdrev med udpint og fattig jord, udlagt med græs og afgræsset igennem mange år, der ligger som oaser i det omkringliggende landskab.
Landskabet omkring det 121 m høje Vejrhøj 20 km nordvest for Holbæk er et eksempel på, hvordan isen har formet landskabet. Bjergene, som hele dette stærkt kuperede landskab kaldes, er skabt af materiale som blev presset op foran de gletsjere, der kom fra øst i den sidste istid og “afgnavede” Lammefjorden og Sidinge Fjord, så de blev efterladt som såkaldte inderlavninger. Fjordene nåede helt ind til Vejrhøjområdet, men er nu inddiget og afvandet, og den flade, tørlagte havbund danner kontrast til de stejle bakker. På ydersiden af randmorænen er dannet store, flade smeltevandssletter og en af dem ligger i dag under vand ude i Sejerø Bugt.

## Sanddobberne
Mod syd ved Sanddobberne er der en barrierekyst hvor kystlinjen ændrer sig hele tiden. En krumodde med en forholdsvis bred sandstrand der vokser mod syd, fordi havet aflejrer sand på odden, der til sidst bliver landfast, så der dannes en strandsø med brakvand.
Odden er dannet, fordi strømmen langs kysten her er aftaget og det giver mulighed for at sandet kan lægge sig. Materialetilførslen til barrieren sker fra nord, og materialet på barriereøen kommer netop fra lave, aktive kystklinter, der findes mellem Ordrup Næs og Sanddobberne. På indersiden af barrieren er opstået et tilgroningslandskab med rørsump, og på strandvoldene i barrierens ældre dele findes et lavt klitlandskab.
Naturpleje sikrer at eg og bøg ikke truer den smukke hede- og overdrevsvegetation med ene. Det er nødvendigt manuelt at fjerne dem – også selv om den tidligere afgræsning med får er genoptaget.

## Plantelivet
Overdrevet er i dag en truet naturtype. På skrænterne ud til havet ses grå potentil, skræntstar, trekløftalant, aksærenpris, blodrød storkenæb og dansk astragel.
Sydvest for toppen af Vejrhøj går en ny sti gennem en ellesump. Her kan man om foråret se den specielle og rødlistede snylteplante skælrod.

## Dyrelivet
Det kuperede landskab ved Vejrhøjbuen er en mosaik af flere naturtyper, og her er rådyr og mange småfugle. Ræven ses også, ikke mindst i de mere sandede sommerhusområder.
De mange overdrev tiltrækker blandt andre tårnfalken, der udnytter de mange mus, der piler rundt på overdrevene og i græslandet. Agerhønen ses også, og fra levende hegn og småplantninger sidder gulspurven og tæller til syv i hele sommerhalvåret. Rødrygget tornskade yngler også i området.
Her er også en del trækfugle, der følger kysten på deres vej fra Nordskandinavien til syden. Det samme sker om foråret, og især ved Sanddobberne raster mange forskellige arter af vadefugle.

## Kulturhistorie
Den havnære del af kystzonen ud til Sejerø Bugt – øst og nord for endemorænerne – er hævet havbund og aflejret sand blæst ind med vestenvinden og siden bevokset med lyng. Her slog husmænd sig ned for 150 år siden. De drev et små landbrug, supplerede med lidt fiskeri og tjente også en ekstra tjans ved at hjælpe bønderne på de federe jorde oppe i bakkerne.
Frem til udskiftningen i 1780'erne var området ejet af det nærliggende Dragsholm Gods. Det var stort set overdrev. Bjergene blev i 1820'erne udstykket i 30 husmandsbrug. Allerede fra 1940'erne ændrede området karakter og sommerhusene så dagens lys. En fremsynet plan fra 1943 sikrede at udstykning af parceller ikke måtte være på mindre end tre tønder land. Det betød, at der ikke dukkede tætte sommerhusklynger op i det særegne landskab.